# Silent Bible
「Silent Bible」（サイレント・バイブル）は、水樹奈々の楽曲。彼女の22枚目のシングルとして2010年2月10日にキングレコードから発売された。

## 概要
自身初となる2ヶ月連続リリース第2弾シングルで、今作が水樹奈々にとって、初めて30代で発売されるシングルとなる。水樹に多数の楽曲を提供している音楽クリエイターチーム『Elements Garden』に2009年に加入した新メンバー（当時）の母里治樹が、水樹に初めて楽曲提供している。これにより、水樹は、新メンバーを含めた『Elements Garden』の全てのメンバーから楽曲提供を受けたこととなる（当時）。タイアップの付かない楽曲が収録されるのは、17作目のシングル「STARCAMP EP」以来となる。

## 曲の解説
収録曲全て、"心の奥に潜む熱さ"や"芯にある強さ"をテーマにした楽曲という点で、共通している。
Silent Bible
前述の作曲家、母里治樹がElements Garden加入後に初めて制作したデモテープに、水樹が衝撃を受け、採用された楽曲。タイアップとなる『魔法少女リリカルなのは』の主人公の"まっすぐな想い"と、母里の初めてのデモテープから感じた"純粋な想い"とがリンクしたという。
前述の『魔法少女リリカルなのは』の"戦うことへの切なさ"を秘めたストーリーとリンクする、力強くもあり、緊張感のある楽曲。
水樹は、楽曲から『水』『暗闇に佇む姿』のイメージを感じたといい、ジャケットにもそのイメージが生かされている。
歌詞は、タイアップの『魔法少女リリカルなのはA's PORTABLE -THE BATTLE OF ACES-』の元となったテレビアニメ『魔法少女リリカルなのはA's』から登場するヴォルケンリッターたちの目線で書かれており、"そばにある、あたりまえのものへの想い"を込めたという。
Polaris
水樹の楽曲では珍しいという、R&Bテイストの楽曲。
水樹は、等身大の歌詞に共感したといい、"落ち込んだとき、そばに置いてほしい楽曲"と評している。
録音には、フジテレビ『めざましテレビ』の取材が入り、同番組の2010年1月25日放送分にて、その模様が放送された。
UNCHAIN∞WORLD
水樹曰く、"熱く、魂が震える楽曲"。
水樹の楽曲としては、初めて『デジロック』の要素を多く取り入れたという。
タイアップとなる『無限のフロンティアEXCEED スーパーロボット大戦OGサーガ』の激しい戦闘シーンを表現するため、抑揚を強くつけた歌い方を用いたという。
undercover
水樹曰く、"女性の危うい愛情を描いた、少しビターなラブソング"。

## 収録曲
1. Silent Bible [4:09]
作詞：水樹奈々、作曲：母里治樹（Elements Garden）、編曲：菊田大介（Elements Garden）
  - PSPゲーム『魔法少女リリカルなのはA's PORTABLE -THE BATTLE OF ACES-』オープニングテーマ
2. Polaris [4:23]
作詞：森口友美・古屋真、作曲：森口友美、編曲：陶山隼
3. UNCHAIN∞WORLD [4:25]
作詞：Hibiki、作曲：上松範康（Elements Garden）、編曲：中山真斗（Elements Garden）
  - ニンテンドーDSソフト『無限のフロンティアEXCEED スーパーロボット大戦OGサーガ』オープニングテーマ
4. undercover [4:16]
作詞：藤林聖子、作曲・編曲：齋藤真也

## 収録作品
| 曲名          | 収録作品名                             | 作品種類       | 発売日         | 備考                  |
| ------------- | -------------------------------------- | -------------- | -------------- | --------------------- |
| Silent Bible  | 『IMPACT EXCITER』                     | アルバム       | 2010年7月7日   | 8thオリジナルアルバム |
| Silent Bible  | 『THE MUSEUM II』                      | アルバム       | 2011年11月23日 | 2ndベストアルバム     |
| Silent Bible  | NANA MIZUKI LIVE GAMES×ACADEMY         | ライブ・ビデオ | 2010年12月22日 | 9thライブ・ビデオ     |
| Silent Bible  | NANA MIZUKI LIVE CASTLE×JOURNEY -KING- | ライブ・ビデオ | 2012年5月2日   | 11thライブ・ビデオ    |
| Silent Bible  | NANA CLIPS 5                           | ライブ・ビデオ | 2010年10月27日 | 5thPV集               |
| Polaris       | NANA MIZUKI LIVE CASTLE×JOURNEY -KING- | ライブ・ビデオ | 2012年5月2日   | 11thライブ・ビデオ    |
| UNCHAIN∞WORLD | NANA MIZUKI LIVE GAMES×ACADEMY         | ライブ・ビデオ | 2010年12月22日 | 9thライブ・ビデオ     |
| UNCHAIN∞WORLD | NANA MIZUKI LIVE CASTLE×JOURNEY -KING- | ライブ・ビデオ | 2012年5月2日   | 11thライブ・ビデオ    |
| undercover    | NANA MIZUKI LIVE GRACE -ORCHESTRA-     | ライブ・ビデオ | 2011年10月5日  | 10thライブ・ビデオ    |
| undercover    | NANA MIZUKI LIVE FLIGHT×FLIGHT+        | ライブ・ビデオ | 2015年1月14日  | 16thライブ・ビデオ    |

## 演奏参加
全曲
- ボーカル：水樹奈々

「Silent Bible」
- ギター：是永巧一
- ストリングス：藤縄陽子ストリングス
- バックグラウンドボーカル：広谷順子
- その他全ての音源、プログラミング：菊田大介（Elements Garden）

「Polaris」
- ギター：家原正樹
- その他全ての音源、プログラミング：陶山隼

「UNCHAIN∞WORLD」
- ギター：是永巧一、中山真斗（Elements Garden）
- ベース：種子田健
- ストリングス：大先生室屋ストリングス
- バックグラウンドボーカル：奥井雅美、ko-saku
- その他全ての音源、プログラミング：中山真斗（Elements Garden）

「undercover」
- キーボード、プログラミング：齋藤真也
- ギター：海老澤祐也
- ドラムス：渡辺豊（cherry boys）
- ストリングスアレンジ、ストリングスプログラミング：中西亮輔
- ヴァイオリン、ヴィオラ：大先生室屋、真部裕
- コーラス：FLAT5th Rico